# Davit' Grigoryan (calciatore 1982)
Davit' Grigoryan (in armeno Դավիթ Գրիգորյան?; Erevan, 28 dicembre 1982) è un ex calciatore armeno, di ruolo difensore.

## Carriera

### Club
Ha giocato nella massima serie dei campionati armeno e kazako.
In carriera ha giocato complessivamente 9 partite nei turni preliminari delle competizioni UEFA per club (2 in quelli di Champions League e 7 in quelli di Coppa UEFA), oltre a 2 partite nella Coppa Intertoto UEFA.

### Nazionale
Tra il 2004 ed il 2005, ha giocato otto partite con la nazionale armena.

## Statistiche

### Cronologia presenze e reti in nazionale
| Cronologia completa delle presenze e delle reti in nazionale ― Armenia | Cronologia completa delle presenze e delle reti in nazionale ― Armenia | Cronologia completa delle presenze e delle reti in nazionale ― Armenia | Cronologia completa delle presenze e delle reti in nazionale ― Armenia | Cronologia completa delle presenze e delle reti in nazionale ― Armenia | Cronologia completa delle presenze e delle reti in nazionale ― Armenia | Cronologia completa delle presenze e delle reti in nazionale ― Armenia | Cronologia completa delle presenze e delle reti in nazionale ― Armenia |
| Data                                                                   | Città                                                                  | In casa                                                                | Risultato                                                              | Ospiti                                                                 | Competizione                                                           | Reti                                                                   | Note                                                                   |
| ---------------------------------------------------------------------- | ---------------------------------------------------------------------- | ---------------------------------------------------------------------- | ---------------------------------------------------------------------- | ---------------------------------------------------------------------- | ---------------------------------------------------------------------- | ---------------------------------------------------------------------- | ---------------------------------------------------------------------- |
| 18-2-2004                                                              | Pafo                                                                   | Ungheria                                                               | 2 – 0                                                                  | Armenia                                                                | Amichevole                                                             | -                                                                      | 61’                                                                    |
| 19-2-2004                                                              | Pafo                                                                   | Armenia                                                                | 3 – 3 dts (2 - 3 dtr)                                                  | Kazakistan                                                             | Amichevole                                                             | -                                                                      |                                                                        |
| 8-9-2004                                                               | Erevan                                                                 | Armenia                                                                | 0 – 2                                                                  | Finlandia                                                              | Qual. Mondiali 2006                                                    | -                                                                      | 79’                                                                    |
| 9-10-2004                                                              | Tampere                                                                | Finlandia                                                              | 3 – 1                                                                  | Armenia                                                                | Qual. Mondiali 2006                                                    | -                                                                      | 59’                                                                    |
| 17-11-2004                                                             | Erevan                                                                 | Armenia                                                                | 1 – 1                                                                  | Romania                                                                | Qual. Mondiali 2006                                                    | -                                                                      | 72’                                                                    |
| 18-3-2005                                                              | al-'Ayn                                                                | Kuwait                                                                 | 3 – 1                                                                  | Armenia                                                                | Amichevole                                                             | -                                                                      | 45+1’                                                                  |
| 30-3-2005                                                              | Eindhoven                                                              | Paesi Bassi                                                            | 2 – 0                                                                  | Armenia                                                                | Qual. Mondiali 2006                                                    | -                                                                      | 17’ 59’                                                                |
| 8-6-2005                                                               | Costanza                                                               | Romania                                                                | 3 – 0                                                                  | Armenia                                                                | Qual. Mondiali 2006                                                    | -                                                                      | 82’                                                                    |
| Totale                                                                 |                                                                        | Presenze                                                               | 8                                                                      |                                                                        | Reti                                                                   | 0                                                                      |                                                                        |

## Palmarès

### Club

#### Competizioni nazionali
- Coppa d'Armenia: 3

Mika Ashtarak: 2000, 2001, 2003
- Campionato armeno: 1

Ulisses: 2011